# Xenosyllides violacea
Xenosyllides violacea är en ringmaskart som beskrevs av Perejaslavzeva in Jakubova 1930. Xenosyllides violacea ingår i släktet Xenosyllides och familjen Syllidae. Inga underarter finns listade i Catalogue of Life.